# Vogelperspektiven
Vogelperspektiven ist ein deutscher Dokumentarfilm des Regisseurs Jörg Adolph aus dem Jahr 2023. Er startete am 16. Februar 2023 in den deutschen Kinos.

## Handlung
Der Film beginnt im Bayerischen Landtag, wo das Volksbegehren „Artenvielfalt & Naturschönheit in Bayern“ gerade als Gesetz beschlossen wurde und der Vorsitzende des Landesbundes für Vogel- und Naturschutz in Bayern (LBV) Norbert Schäffer mit Unterstützern den Sieg feiert. In der Folge sind Interviews im Landtag und eine Sitzung des LBV zur Gestaltung eines Magazins zu sehen.
In der Folge trifft sich Schäffer mit Arnulf Conradi, der ein Stück Land kaufen und es zum Vogelschutzgebiet ausbauen will, zu einem Interview. Hierbei erzählt Conradi, wie er zum Vogelschutz gekommen ist, später ist er im Tonstudio zu sehen, wie er den Kommentar zum Film einspricht. Auch gibt es immer wieder Einblendungen, in denen Vögel in atemberaubenden Szenen, teils in Zeitlupe gezeigt werden. Später ist Schäffer bei einer Fledermaus-Station, in der es um eine mögliche Übertragbarkeit von COVID-19 durch selbige geht.
Danach wechseln sich Besuche Schäffers bei Terminen ab: Parteitag der ÖDP, Besprechung mit dem Bayerischen Jagdverband oder ein Telefonat mit Markus Söder. Stets geht es ihm darum, auf die Verbindung von Artenschutz und globaler Erwärmung hinzuweisen. Folglich gibt es auch einen Ortstermin im Donaumoos, wo es um das Entweichen von CO2 durch das Austrocknen des Moores geht.
Ein besonderes Anliegen ist Schäffer die Wiederansiedelung des Bartgeiers in den bayerischen Alpen. Hierbei wird der Pressetermin ebenso wie die Auswilderung selbst gezeigt. Auch geht es um die Verringerung von Populationen, Wissenswertes über Vogelgesang und den Lummensprung auf Helgoland. Zuletzt wird noch eine Demo von Fridays for Future auf dem Königsplatz in München gezeigt.

## Produktion
Der Regisseur Jörg Adolph begleitete Schäffer von 2019 bis 2022 zu dessen Veranstaltungen und Gesprächen.
Der Film wird vom Verleih Filmperlen vertrieben.

## Rezeption
Martina Knoben schreibt in der Süddeutschen Zeitung, dass der Film „manchmal etwas unfokussiert [wirkt], vom Lummensprung in Helgoland (bitte googeln!), zu den Zugvögeln nach Afrika, dann wieder zu Schäffer oder in die Uckermark, wo Conradi wohnt. Die Faszination für die allgegenwärtigen, dabei so andersartigen Luftwesen aber hält den Film zusammen.“
Nach Anke Sternborg in RbbKultur breitet Adolph „viel Interessantes und Wissenswertes in seinem Film aus, verzettelt sich dabei aber auch, wenn er von den Schutzmaßnahmen für den bedrohten Wachtelkönig zu den Brutplätzen der Trottellumme auf Helgoland springt, von Vereinsbesprechungen zum Ortstermin im Donaumoos, von der Anhörung im bayerischen Landtag zum Bäumepflanzen nach Burkina Faso und vom Landtag auf die Greta Thunberg-Bühne.“
Das Lexikon des internationalen Films vergibt vier von fünf Sternen und resümiert, dass der „visuell bestechende Film […] so atmosphärisch-sinnlich wie reflektiert einen umfassenden Rundblick auf die Tiere [entwirft] und [aufzeigt], dass sich die Liebe zu den Vögeln und Naturschutz nicht (mehr) trennen lassen.“